# فايو أي
فايو أي هي سلسلة حواسيب محمولة أطلقتها سوني. 

## فايو أي 14
فايو أي 14 (VAIO E14) هي سلسلة حواسيب محمولة أطلقتها سوني، تأتي شاشة قياس 14 بوصة ومجهز بالجيل الثالث من معالجات إنتل كور أي 5 وأي 7 مع وحدة معالجة رسوم منفصلة من شركة أي أم دي من نوع Radeon HD 7670M مع ذاكرة بحجم 1 غيغابايت. ويتميز فايو أي 14 بوزنه الخفيف وتصميمه المدمج ويأتي بخمسة ألوان، وهي الأبيض والأسود والوردي والفضي والمعدني الغامق، كما يقدم ألواناً زاهية حول حواف الجهاز ولوحة اللمس ولوحة المفاتيح، وهو يأتي مع عدة التخصيص التي تضم فأرة وغلافاً للوحة المفاتيح تلائم لون الجهاز. 
توفلر حواسيب فايو أي 14 تقنية التحكم باستخدام الحركات حيث يتمكن المستخدم من التفاعل مع الجهاز باستخدام حركات اليد العفوية من خلال كاميرا الويب المدمجة، فيمكنه التنقل بين صفحات الإنترنت أو مكتبة الصور، أو العروض التقديمية، أو الإيقاف المؤقت للموسيقى، أو ضبط الصوت زيادة أو نقصاناً بحركة واحدة من يده.